# 83 Pułk Strzelców Poleskich
83 Pułk Strzelców Poleskich im. Romualda Traugutta (83 pp) – oddział piechoty Wojska Polskiego.

## Formowanie pułku i zmiany organizacyjne
16 lipca 1920 roku w Grupie został sformowany 2 Syberyjski pułk piechoty. 14 października 1921 roku oddział został przemianowany na 83 Syberyjski pułk piechoty, a 10 marca 1922 roku na 83 pułk piechoty.

### Kawalerowie Virtuti Militari
| Odznaczeni srebrnym krzyżem Orderu Wojskowego „Virtuti Militari” V klasy za wojnę 1918-1920 | Odznaczeni srebrnym krzyżem Orderu Wojskowego „Virtuti Militari” V klasy za wojnę 1918-1920 | Odznaczeni srebrnym krzyżem Orderu Wojskowego „Virtuti Militari” V klasy za wojnę 1918-1920 |
| ------------------------------------------------------------------------------------------- | ------------------------------------------------------------------------------------------- | ------------------------------------------------------------------------------------------- |
| por. Wincenty Bąkiewicz                                                                     | sierż. Franciszek Bogacewicz                                                                | por. Kazimierz Cybulski                                                                     |
| kpt. Antoni Cieszkowski                                                                     | por. Stanisław Galiński                                                                     | ppor. Jan Gołubski                                                                          |
| ppor. Eugeniusz Idzikowski nr 7733                                                          | ppor. Michał Janczewski                                                                     | ppor. Arnold Jaskowski                                                                      |
| sierż. Michał Kadela                                                                        | por. Antoni Kamiński                                                                        | kpt. Aleksander Kierski                                                                     |
| ppor. Jan Nałęcz-Koniuszewski nr 7761                                                       | ś.p. kpt. Kazimierz Konieczny                                                               | kpr. Lucjan Maciejewski                                                                     |
| ś.p. kpt. Józef Miłkowski                                                                   | ppor. Feliks Minkiewicz                                                                     | ś.p. ppor. Eugeniusz Prantl                                                                 |
| kpt. Wilhelm Popelka                                                                        | por. Ignacy Rogowski                                                                        | plut. Czesław Szczerbo-Niefiedowicz                                                         |
| kpt. Włodzimierz Scholze-Srokowski                                                          | sierż. Wiktor Schwichtenberg                                                                | kpt. Bronisław Szczyradłowski                                                               |
| ppor. Feliks Terpiłowski                                                                    | szer. Bolesław Tesarz                                                                       | plut. Józef Olszewski                                                                       |
| st. szer. Stanisław Widawski                                                                | mjr Józef Werobej                                                                           | ppor. Jan Wysocki                                                                           |
| plut. Witold Zaniewski                                                                      | por. Franciszek Żebrowski                                                                   |                                                                                             |

## Pułk w okresie pokoju

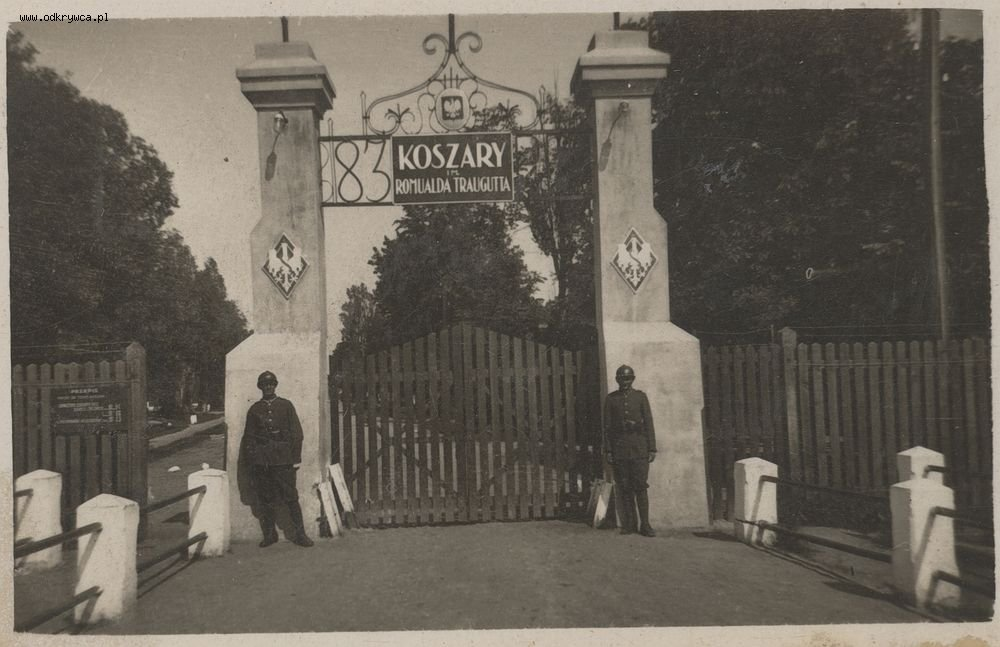
Brama koszar 83 pułku piechoty w Kobryniu

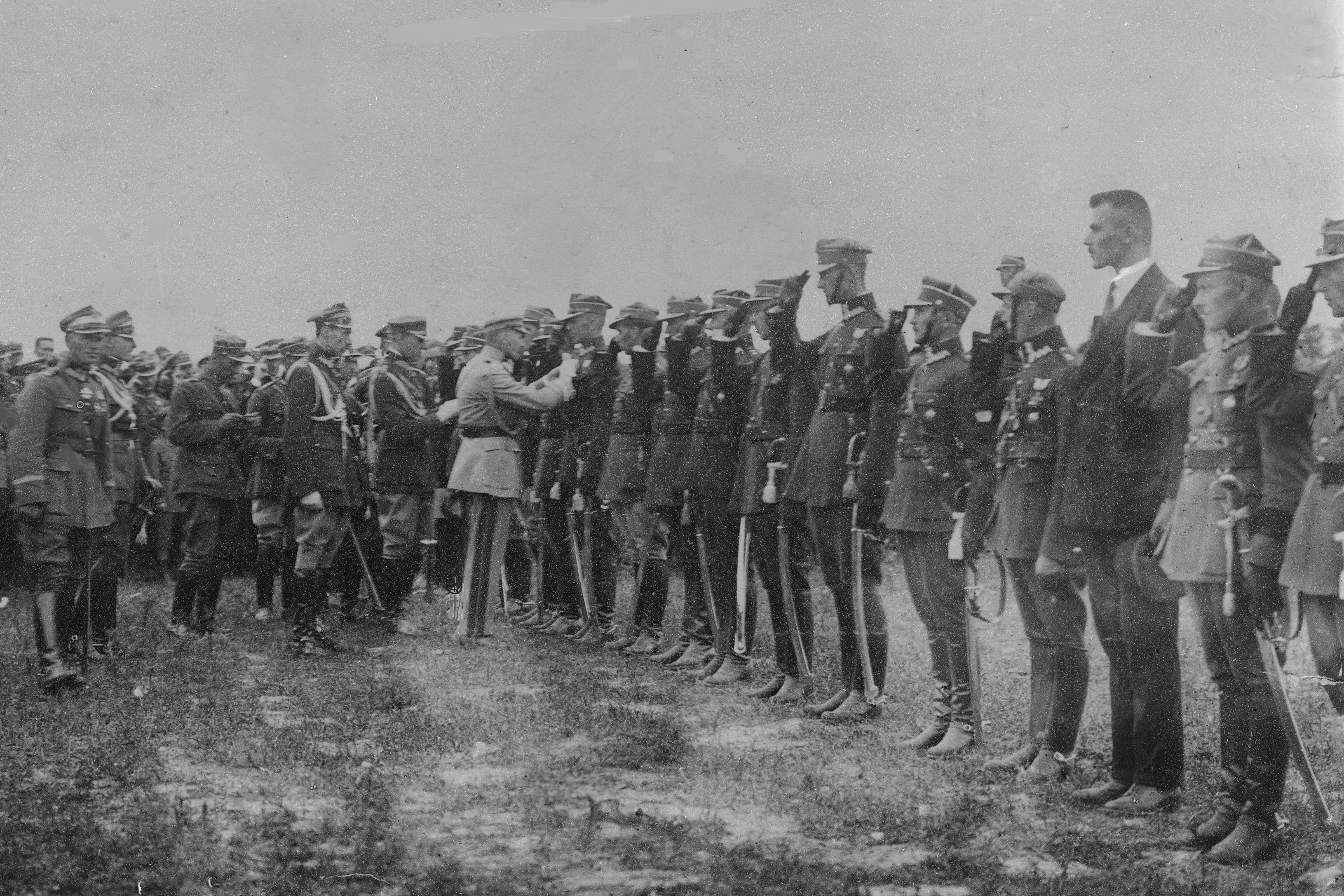
Dekoracja byłych oficerów Brygady Syberyjskiej przez marszałka Józefa Piłsudskiego 16 lipca 1922 r.

Pułk stacjonował w garnizonie Kobryń, na terenie Okręgu Korpusu Nr IX.
Wchodził w skład 5 Dywizji Strzelców Polskich (1919–1920), Brygady Syberyjskiej (1920–1921) i 30 Poleskiej Dywizji Piechoty (1921–1939).
19 maja 1927 roku Minister Spraw Wojskowych, marszałek Polski Józef Piłsudski ustalił i zatwierdził dzień 14 sierpnia, jako datę święta pułkowego.
Na podstawie rozkazu wykonawczego Ministerstwa Spraw Wojskowych do Departamentu Piechoty o wprowadzeniu organizacji piechoty na stopie pokojowej PS 10-50 z 1930 roku, w Wojsku Polskim wprowadzono trzy typy pułków piechoty. 83 pułk piechoty zaliczony został do typu I pułków piechoty (tzw. „normalnych”). W każdym roku otrzymywał około 610 rekrutów. Stan osobowy pułku wynosił 56 oficerów oraz 1500 podoficerów i szeregowców. W okresie zimowym posiadał batalion starszego rocznika, batalion szkolny i skadrowany, w okresie letnim zaś batalion starszego rocznika i dwa bataliony poborowych.
| Obsada personalna i struktura organizacyjna w marcu 1939 | Obsada personalna i struktura organizacyjna w marcu 1939 |
| Stanowisko                                               | Stopień, imię i nazwisko                                 |
| Dowództwo, kwatermistrzostwo i pododdziały specjalne     | Dowództwo, kwatermistrzostwo i pododdziały specjalne     |
| -------------------------------------------------------- | -------------------------------------------------------- |
| dowódca pułku                                            | płk dypl. Adam Tadeusz Nadachowski                       |
| I z-ca dowódcy                                           | ppłk Władysław Seweryn                                   |
| adiutant                                                 | kpt. Stefan Szerard                                      |
| starszy lekarz                                           | mjr dr Hipolit Gibiński                                  |
| młodszy lekarz                                           | vacat                                                    |
| II z-ca dowódcy (kwatermistrz)                           | mjr Michał Leszczak                                      |
| oficer mobilizacyjny                                     | kpt. Wiktor Górski                                       |
| z-ca oficera mobilizacyjnego                             | kpt. Piotr Kabata                                        |
| oficer administracyjno-materiałowy                       | kpt. adm. (piech.) Feliks Aleksander Pawłowski           |
| oficer gospodarczy                                       | por. int. Jan Wojas                                      |
| oficer żywnościowy                                       | por. adm. (piech.) Wacław Stelmaszczuk                   |
| oficer taborowy                                          | por. tab. Leon Alojzy Nowerski                           |
| kapelmistrz                                              | por. adm. (kapelm.) Jan Węgrzyn                          |
| dowódca plutonu łączności                                | por. Leon Nowakowski                                     |
| dowódca plutonu pionierów                                | por. Stanisław Włodzimierz Sywula                        |
| dowódca plutonu artylerii piechoty                       | por. art. Bronisław Makowski                             |
| dowódca plutonu ppanc.                                   | por. Zygmunt Dmitruk                                     |
| dowódca oddziału zwiadu                                  | por. Stanisław Maksimowicz                               |
| I batalion                                               |                                                          |
| dowódca batalionu                                        | mjr Stefan Gieranowski                                   |
| dowódca I kompanii                                       | por. Antoni Bieroń                                       |
| dowódca plutonu                                          | ppor. Jan Bąk                                            |
| dowódca 2 kompanii                                       | kpt. Tadeusz Jan Nowakowski                              |
| dowódca plutonu                                          | ppor. Bronisław Szejko                                   |
| dowódca plutonu                                          | ppor. Henryk Miedzowski                                  |
| dowódca 3 kompanii                                       | kpt. Kazimierz Slizewicz                                 |
| dowódca plutonu                                          | ppor. Franciszek Bolesław Magiera                        |
| dowódca plutonu                                          | ppor. Stanisław Józef Janczak                            |
| dowódca 1 kompanii km                                    | kpt. Henryk Tober                                        |
| dowódca plutonu                                          | por. Remigiusz Gordon                                    |
| dowódca plutonu                                          | ppor. Józef Socha                                        |
| II batalion                                              |                                                          |
| dowódca batalionu                                        | mjr Stanisław II Kalinowski                              |
| dowódca 4 kompanii                                       | por. Klemens Kaczorowski                                 |
| dowódca 5 kompanii                                       | kpt. Czesław Barański                                    |
| dowódca plutonu                                          | ppor. Stanisław Wójcik                                   |
| dowódca plutonu                                          | ppor. Stanisław Marian Ostaszewski                       |
| dowódca 6 kompanii                                       | por. Witold Zamiechowski                                 |
| dowódca plutonu                                          | ppor. Waldemar Drejer                                    |
| dowódca 2 kompanii km                                    | kpt. Władysław Sroczyński                                |
| dowódca plutonu                                          | por. Zygmunt Mikołajewski                                |
| dowódca plutonu                                          | ppor. Stanisław Barzdo                                   |
| III batalion                                             |                                                          |
| dowódca batalionu                                        | mjr Mieczysław Edmund Olęderczyk                         |
| dowódca 7 kompanii                                       | kpt. Kazimierz Stanisław Rady                            |
| dowódca plutonu                                          | ppor. Wiktor Bielowicz                                   |
| dowódca 8 kompanii                                       | kpt. Jan Tyczyno                                         |
| dowódca plutonu                                          | ppor. Kazimierz Wagner                                   |
| dowódca 9 kompanii                                       | kpt. Antoni Krzysztoporski                               |
| dowódca plutonu                                          | por. Jerzy Tadeusz Kokiński                              |
| dowódca plutonu                                          | ppor. Jan Tadeusz Bergier                                |
| dowódca 3 kompanii km                                    | p.o. por. Adam Szuba                                     |
| na kursie                                                | por. Józef Szkuta                                        |
| odkomenderowany                                          | por. Eugeniusz Śmiałowski                                |
| Dywizyjny Kurs Dla Podoficerów Nadterminowych 30 DP      |                                                          |
| dowódca                                                  | kpt. Marian Scisłowski                                   |
| dowódca plutonu                                          | por. Karol Kucharczyk                                    |
| 83 obwód przysposobienia wojskowego „Kobryń”             |                                                          |
| kmdt obwodowy PW                                         | kpt. adm. (piech.) Franciszek Pietrzkiewicz              |
| kmdt powiatowy PW Kobryń                                 | ppor. kontr. piech. Bernard Dietrich                     |
| kmdt powiatowy PW Drohiczyn                              | por. kontr. piech. Stanisław Mrozek                      |

## Kampania wrześniowa

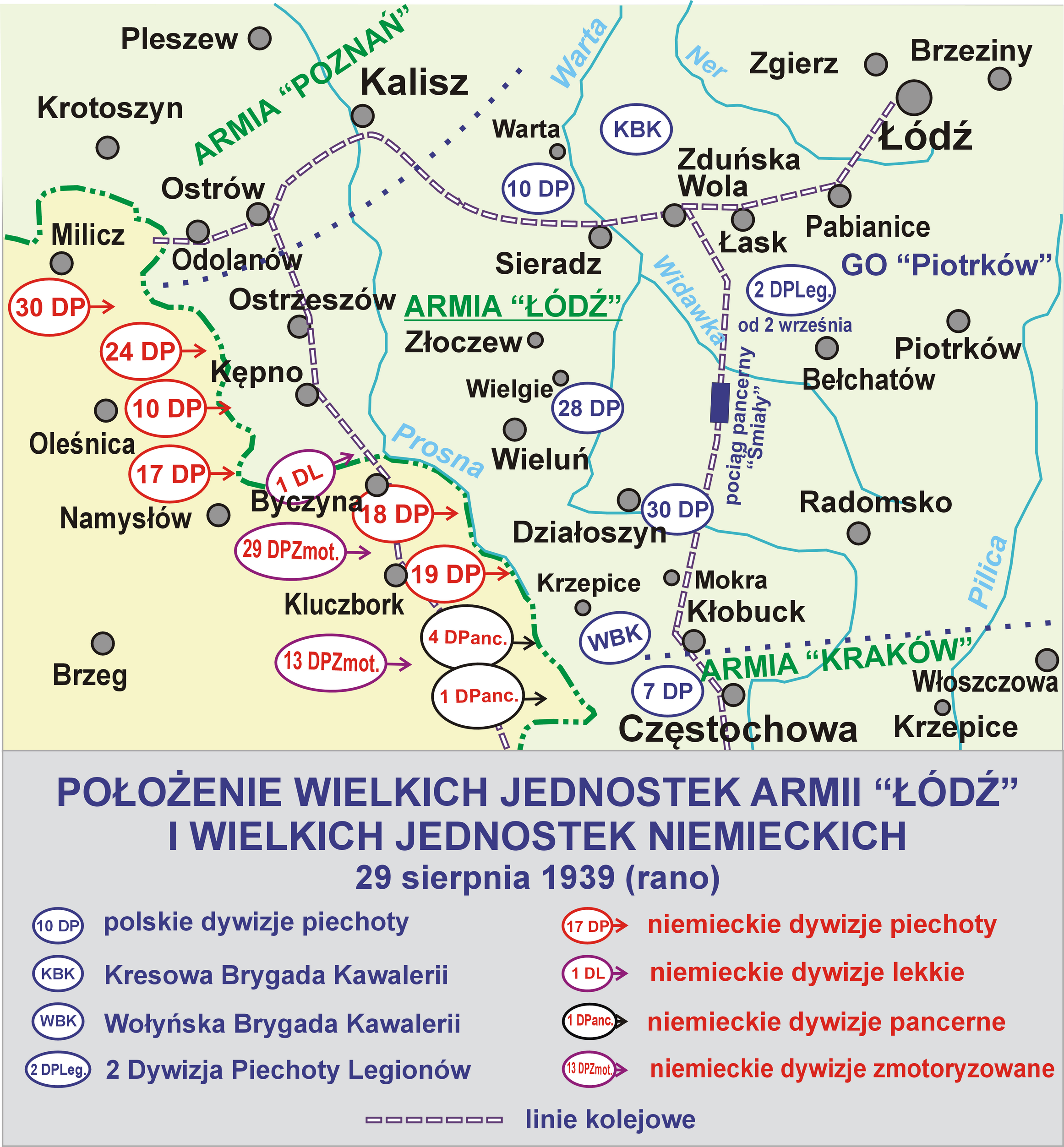
Pułk walczył w składzie 30 DP

W kampanii wrześniowej 1939 walczył w składzie macierzystej dywizji (Armia „Łódź”).

### Kawalerowie Virtuti Militari
Po zakończeniu walk, były dowódca Armii „Łódź” – gen. dyw. Juliusz Rómmel w „Rozkazie pochwalnym dla 30 Dywizji Piechoty” nadał order Virtuti Militari IV klasy płk. dypl. Adamowi Nadachowskiemu i mjr. Mieczysławowi Olęderczykowi, order Virtuti Militari V klasy: mjr. Stefanowi Gieranowskiemu i mjr. Stanisławowi Kalinowskiemu.
Ponadto dowódca armii do dyspozycji dowódcy 83 pułku piechoty przekazał 30 orderów Virtuti Militari V klasy dla żołnierzy pułku.

## Symbole pułku
Chorągiew/ sztandar pułku
7 czerwca 1923 roku Prezydent RP Stanisław Wojciechowski dekretem L. 692.23 zatwierdził chorągiew 83 pp.
14 sierpnia 1923 roku w Kobryniu biskup polowy Stanisław Gall wręczył pułkowi chorągiew ufundowaną przez społeczeństwo ziemi słonimskiej. Sztandar zaginął w niewyjaśnionych okolicznościach już po wojnie.
Według innej wersji, na rozkaz generała Cehaka sztandar pocięto na 8 części które wręczono por. Krajewskiemu, por. Nowakowskiemu, por. Zamiechowskiemu, ppor. Kawebergowi, ppor. Potockiemu (dwie części), st. sierż. Ratajowi i plut. Pawlaczykowi. W listopadzie 1939 czterej oficerowie postanowili pozostawić swoje części sztandaru w Białej Podlaskiej u por. Władysława Andrzejczaka przy Brzeskiej 36. 28 lipca 1959 por. Andrzejczak wydobył części sztandaru ze schowka, a 5 sierpnia przedstawiciele 83 pułku przekazali 4 części do Muzeum Wojska Polskiego. 28 sierpnia piątą część sztandaru przekazał do Muzeum  starszy sierżant Józef Rataj.
Odznaka pamiątkowa
8 listopada 1928 roku Minister Spraw Wojskowych, marszałek Polski Józef Piłsudski zatwierdził wzór i regulamin odznaki pamiątkowej 83 pp. Odznaka o wymiarach 40x40 mm ma kształt równoramiennego krzyża o ramionach pokrytych zieloną emalią. Na środku umieszczona jest tarcza ze srebrnym godłem wz. 1927, okolona biało emaliowanym kołem z napisem „DLA CIEBIE POLSKO” i „DLA TWOJEJ CHWAŁY”. Na ramionach krzyża wpisano: pierwotną nazwę pułku „2 SYB”, rok powstania „1918” i ustanowienia odznaki „1928” oraz obecny numer i inicjały „83.p.p.”. Ramiona krzyża złączone są odcinkami koła połączonymi z tarczą środkową złotymi literami „S”. Jednoczęściowa – oficerska, wykonana w srebrze, emaliowana. Wykonawcą odznaki był Wiktor Gontarczyk z Warszawy.

## Strzelcy polescy
Dowódcy pułku
- kpt. / płk piech. Józef Werobej (VIII 1920 – 26 X 1931 → dyspozycja dowódcy OK IX)
- ppłk piech. Jan Aleksander Klein (26 X 1931 – 1936 → komendant PKU Tarnopol)
- ppłk dypl. Adam Nadachowski (1936 – 1939)

Zastępcy dowódcy pułku (od 1938 roku – I zastępca dowódcy)
- mjr piech. Kazimierz Tadeusz Majewski (10 VII 1922 – IV 1928 → zastępca dowódcy 73 pp)
- ppłk piech. Franciszek Sobolewski (IV 1928 – III 1930 → komendant PKU Łódź Miasto I[20])
- ppłk piech. Marian Hyla (31 III 1930 – 23 III 1932 → komendant PKU Słonim)
- ppłk piech. Andrzej Bogacz (od 23 III 1932)
- ppłk piech. Władysław Seweryn (1939)

### Żołnierze 83 pułku piechoty - ofiary zbrodni katyńskiej
Biogramy ofiar zbrodni katyńskiej znajdują się między innymi w bazach udostępnionych przez Ministerstwo Kultury i Dziedzictwa Narodowego oraz Muzeum Katyńskie.
| Nazwisko i imię        | stopień         | zawód              | miejsce pracy przed mobilizacją       | zamordowany |
| ---------------------- | --------------- | ------------------ | ------------------------------------- | ----------- |
| Bielecki Roman         | ppor. rez.      | inżynier leśnik    |                                       | Charków     |
| Gibiński Hipolit       | mjr dr. n. med. | żołnierz zawodowy  |                                       | Charków     |
| Hass Zbyszko           | ppor. rez.      | prawnik, mgr       |                                       | Katyń       |
| Kotlarski Telesfor     | ppor. rez.      | handlowiec         | Polskie Kopalnie Skarbowe w Chorzowie | Charków     |
| Kozłowski Adam         | ppor. rez.      | prawnik            | praktyka w Warszawie                  | Katyń       |
| Lemisiewicz Jan        | ppor. rez.      | technolog elektryk |                                       | Katyń       |
| Matula Ludwik          | ppor. rez.      | prawnik, mgr       | Zakład Ubezpieczeń Społecznych        | Charków     |
| Michałowski Wacław     | ppor. rez.      | ekonomista         |                                       | Charków     |
| Mścichowski Franciszek | por. rez.       | urzędnik           | inspektor samorządowy                 | Katyń       |
| Olas Feliks            | kpt. rez.       |                    |                                       | Katyń       |
| Sałek Stanisław        | ppor. rez.      | inżynier rolnik    |                                       | Charków     |
| Szweryn Antoni         | ppor. rez.      | nauczyciel         | Szkoła Rolnicza w Torokaniach         | Charków     |
| Węgrzyn Jan            | porucznik       | żołnierz zawodowy  | kapelmistrz 83 pp                     | Katyń       |
| Witkowski Marian       | ppor. rez.      | nauczyciel, mgr    | Sem. dla Wych. Przedszk. w Warszawie  | Katyń       |

## Upamiętnienie

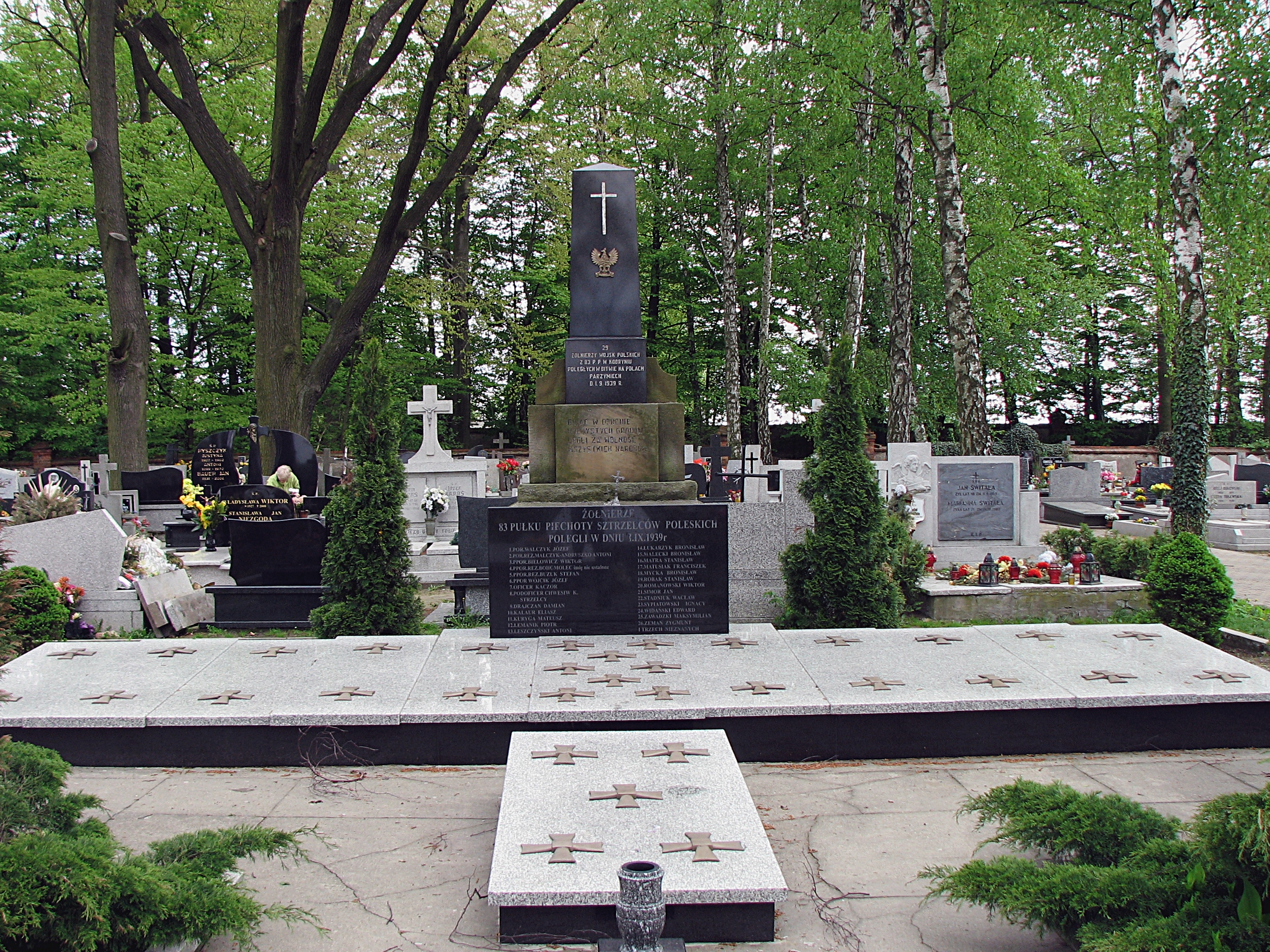
Grób żołnierzy 83 pp, poległych w 1939 w okolicach Parzymiech